# 道の駅大谷海岸

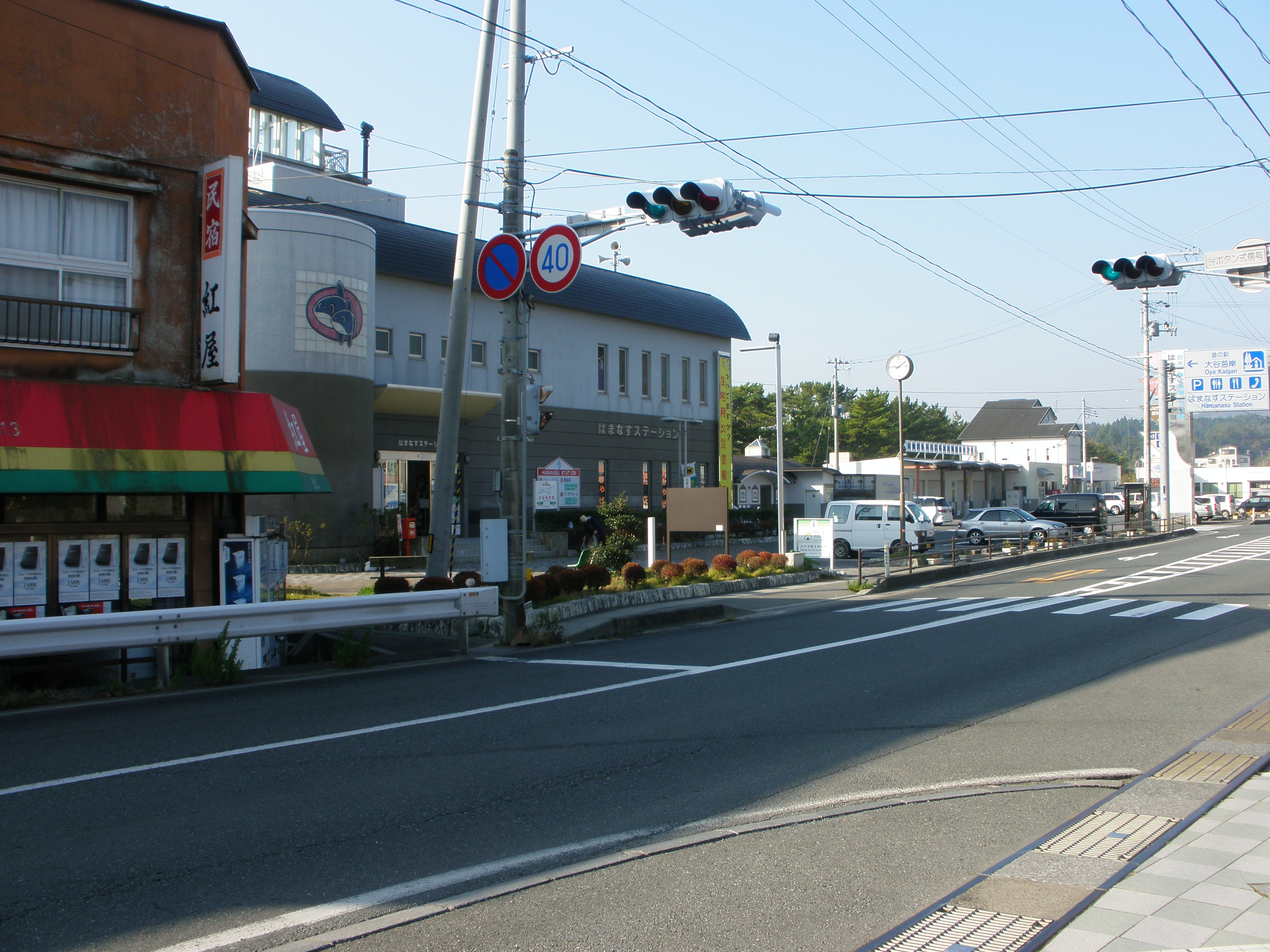
東日本大震災前の駅舎（2009年11月）

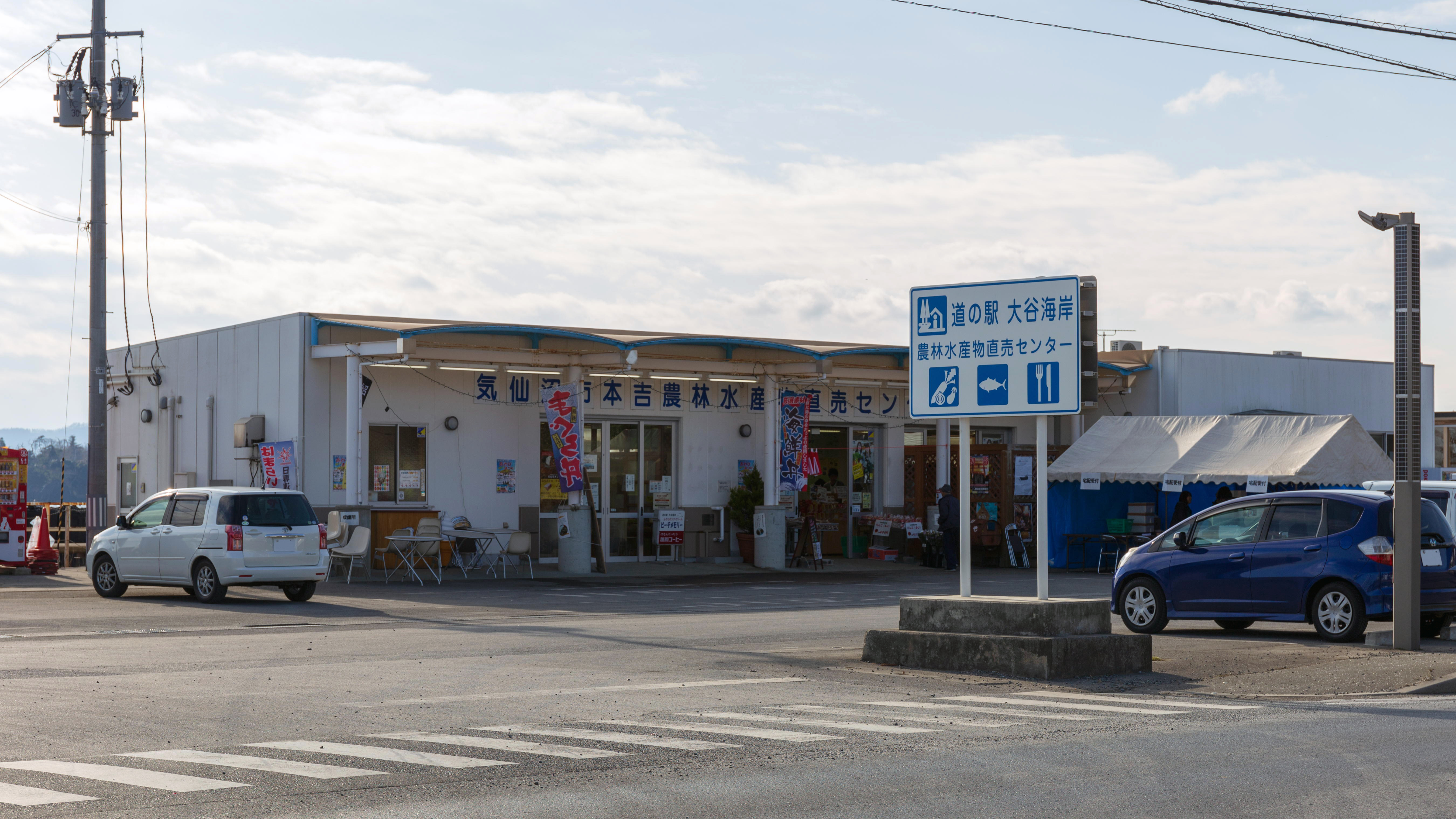
震災後の駅舎（2017年12月）

道の駅大谷海岸（みちのえき おおやかいがん）は宮城県気仙沼市本吉町三島にある国道45号の道の駅である。愛称ははまなすステーション。

## 施設
1996年（平成8年）に宮城県で5番目となる道の駅として登録。当時はJR気仙沼線の大谷海岸駅を併設していた。
2011年（平成23年）3月、東北地方太平洋沖地震によって引き起こされた津波により施設内部が流出。同年11月時点で物販施設のみ仮営業していたが、2013年（平成25年）4月に再開した。
その後、新設される防潮堤と国道45号のかさ上げを一体的に整備するため移転することとなり、2019年（令和元年）7月20日から仮店舗で営業していた。2021年（令和3年）3月28日にリニューアルオープンし、同日気仙沼線BRTの大谷海岸駅も道の駅敷地内に移転した。道の駅施設内にBRTロケーションシステムが設置されている。
以下、リニューアルオープン後の施設一覧を記す。
- 駐車場
  - 普通車：75台
  - 大型車：8台
- トイレ
  - 男：大3器・小4器
  - 女：12器
  - 多目的トイレ：男女各1器
- 情報コーナー
- 授乳室
- 物産館・産直施設（営業時間：9:00 - 18:00）
- レストラン
  - カフェテリア（営業時間：10:00 - 17:00）
  - ファストフード（営業時間：9:00 - 16:00）
- アクアリウムトンネル
  - 震災前の当駅で飼育されていたマンボウの展示を、映像によるプロジェクションマッピングで再現している[10]。
- イベント広場
- 緑地広場

## 休館日
- 12月31日 - 1月2日
  - レストランは第1・第3火曜日（当日が祝日の場合は翌日）[3]

## アクセス

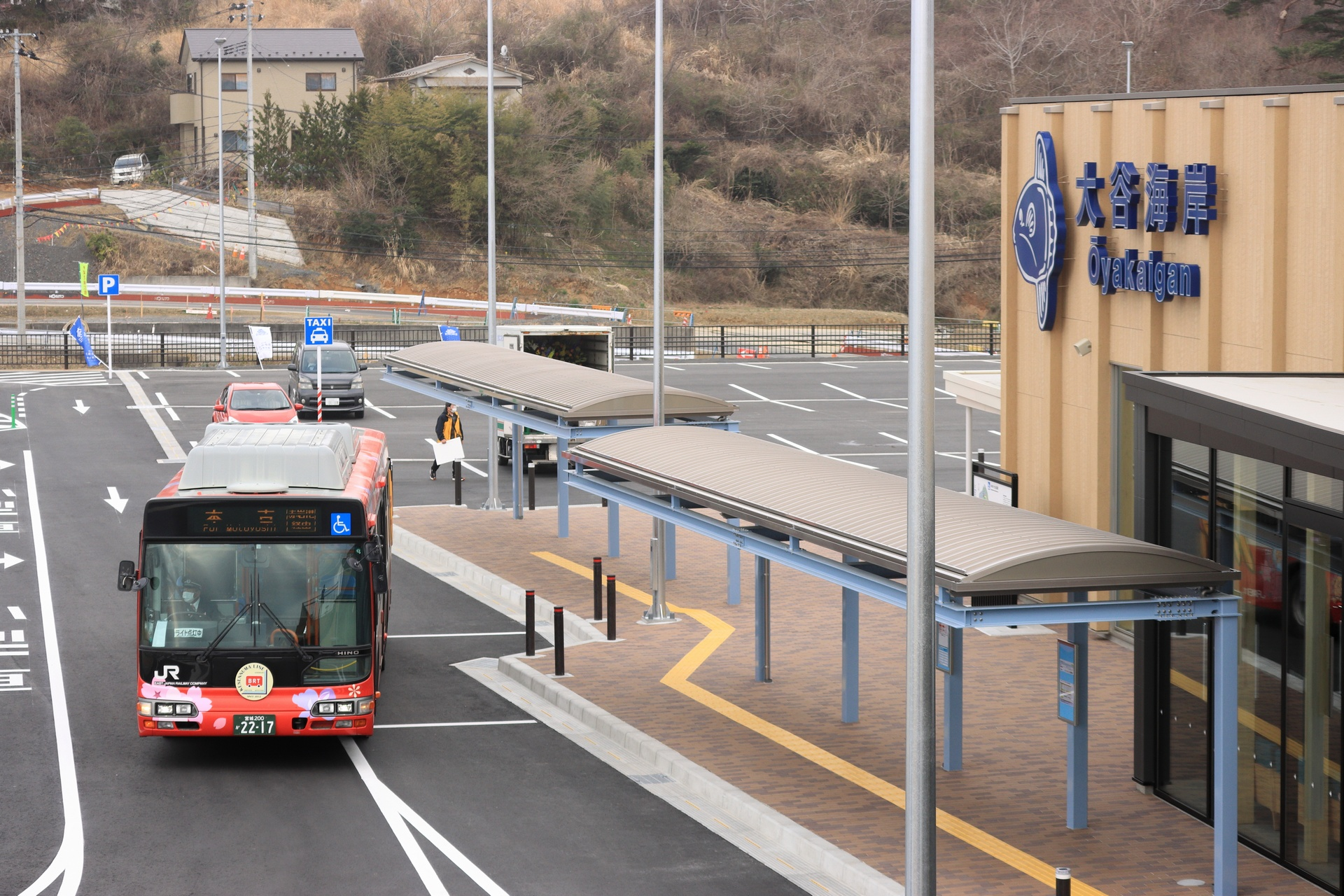
道の駅敷地内に移転した大谷海岸駅に発着する気仙沼線BRT

- 国道45号 - 登録路線
- 国道346号（国道45号と重複）
- E45 三陸沿岸道路 大谷海岸IC

最寄り駅・バス停
- 東日本旅客鉄道（JR東日本）気仙沼線BRT 大谷海岸駅

高速バス停留所
- 大谷海岸バス停：仙台 - 南三陸線（ミヤコーバス）が停車。仙台駅前・県庁市役所前・東北大学病院前間のみ利用可。

## 周辺
- 気仙沼市立大谷小学校
- 気仙沼市立大谷中学校
- 舘鼻崎
- 明神岬
- 大谷海水浴場